# 佐藤沢

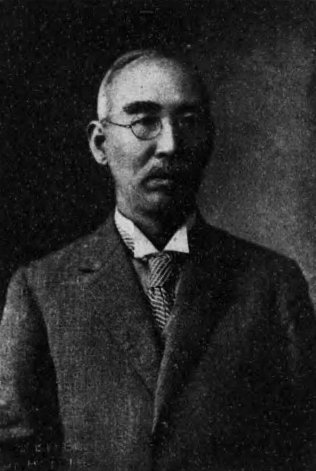
佐藤沢

佐藤 沢（さとう さわ / たく、明治元年12月13日（1869年1月25日） - 昭和23年（1948年）7月25日）は、日本の医師。福島市長。

## 経歴
宮城県亘理郡亘理町出身。1891年（明治24年）、第二高等中学校医学部卒業。1896年（明治29年）、福島市に病院を開設し、1927年（昭和2年）に東京に移転した。1901年（明治34年）、福島町会議員となり、福島市会議員、同副議長、同議長を歴任した。
1929年（昭和4年）に福島市長に選出され、1945年（昭和20年）まで16年間務めた。その後、公職追放となり、追放中の1948年（昭和23年）死去。